# Баена
Баена (на испански: Baena) е населено място и община в Испания. Намира се в провинция Кордоба, в състава на автономната област Андалусия. Общината влиза в състава на района (комарка) Кампиния де Баена. Заема площ от 361 km². Населението му е 20 862 души (по преброяване от 2010 г.). Разстоянието до административния център на провинцията е 62 km.
Ежегодно, започвайки от 1998 г., от 9 до 11 ноември в града се провежда Фестивал на маслините и зехтина.

## Галерия
- Музей
- Музей
- Паметник